# Veronicellidae
Veronicellidae es una familia de moluscos gasterópodos llamados babosas, esta familia de babosas se caracterizan principalmente por la presencia de un pie fino y largo a la vez.

## Géneros
La familia no tiene subfamilias.
Veronicellidae está compuesto por estos géneros:
- Angustipes Colosi, 1922[1]
- Belocaulus Hoffmann, 1925[2]
- Colosius Thomé, 1975[2]
- Diplosolenodes Thome, 1976[1][2][3]
- Filicaulis Simroth, 1913[4]
- Heterovaginina[2]
- Laevicaulis Simroth, 1913[1][2]
- Latipes[2]
- Leidyula H. B. Baker, 1925[1][2][3][5]
- Phyllocaulis Colosi, 1922[2][5]
- Potamojanuarius Thomé, 1975
- Sarasinula Grimpe & Hoffmann, 1924[1][2][5]
- Sarasomia[1]
- Simrothula Thomé, 1975[2]
  - Simrothula paraensis Gomes, Picanco, Mendes & Thome, 2006[6]
- Vaginula Fischer, 1871[7]
  - Vaginula rodericensis Smith, 1876[8]
- Vaginulus Férussac, 1829[2]
- Veronicella de Blainville, 1817[1][2] - the type genus